# Altella
Altella is een geslacht van spinnen uit de  familie van de Dictynidae (kaardertjes).

## Soorten
- Altella aussereri Thaler, 1990
- Altella biuncata (Miller, 1949)
- Altella caspia Ponomarev, 2008
- Altella hungarica Loksa, 1981
- Altella lucida (Simon, 1874)
- Altella media Wunderlich, 1992
- Altella opaca Simon, 1910
- Altella orientalis Balogh, 1935
- Altella pygmaea Wunderlich, 1992
- Altella uncata Simon, 1884